# والی اویسی
والی اویسی (زاده ۱۳۳۳ تهران) سرتیپ دوم خلبان جنگنده نورثروپ اف-۵، معلم خلبان گرامن اف-۱۴ تام‌کت نیروی هوایی ایران و فرمانده پایگاه ششم شکاری بوشهر بود.
وی در سال ۱۳۵۳ وارد دانشکده خلبانی شد و پس از گذراندن دوره‌های آموزشی در پایگاه‌های هوایی لکلند و کلومبوس در ۲۸ دی ۱۳۵۶ با درجه ستوان دومی فارغ‌التحصیل شد. او علاوه بر فرماندهی پایگاه هوایی بوشهر، مدیرعامل سازمان هواپیمایی ارتش و فرمانده منطقه هوایی مهرآباد تهران نیز بوده است. اویسی به‌همراه محمدجعفر وارسته در جریان عملیات قادر با جنگنده نورثروپ اف-۵ حضور داشت.